# Wasserbehälter (Lindenschied)

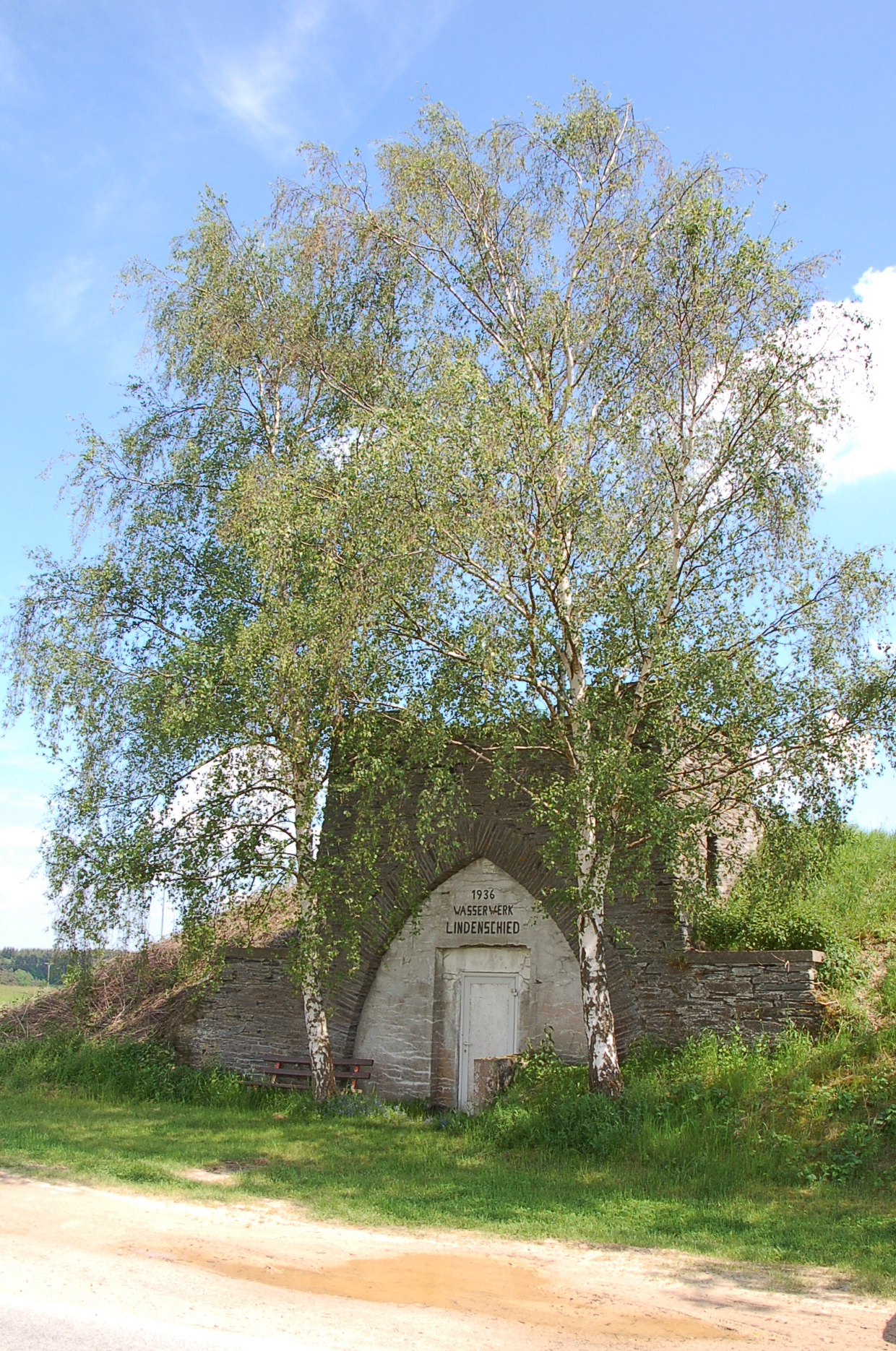
Wasserbehälter in Lindenschied

Der Wasserbehälter in Lindenschied, einer Ortsgemeinde im Rhein-Hunsrück-Kreis in Rheinland-Pfalz, wurde 1936 errichtet. Der Wasserbehälter nördlich des Ortes an der L 185 ist ein geschütztes Kulturdenkmal.
Der Kubus aus Bruchsteinmauerwerk ist mit der Jahreszahl 1936 bezeichnet. Der Eingang ist in einen spitzbogigen Rahmen integriert.
Der Bau des Wasserbehälters ist landschaftsbildprägend.